# GFF Elite League 2024
La GFF Elite League 2024 è stata la sesta edizione della massima serie del campionato di calcio della Guyana. Il campionato è iniziato il 25 febbraio 2024 e si è concluso il 25 agosto successivo. 
La squadra campione in carica era il Guyana Defence Force, che è riconfermata vincendo il suo terzo titolo nazionale.

## Stagione

### Novità
Al termine della stagione precedente sono stati retrocessi Victoria Kings e Milerock, ultime due classificate del campionato. Al loro posto sono stati promossi Monedderlust e Slingerz.

### Formula
Le 10 squadre partecipanti giocano un girone all'italiana con gare di andata e ritorno, per un totale di 18 giornate. Al termine di esse, la prima classificata è campione di Guyana e si qualifica per le competizioni CONCACAF. L'ultima classificata viene retrocessa, mentre la penultima gioca uno spareggio promozione-retrocessione per la permanenza in massima serie.

## Squadre partecipanti
| Club                 | Città      | Stagione precedente |
| -------------------- | ---------- | ------------------- |
| Ann's Grove          | Georgetown | 7° in GFF Elite     |
| Buxton United        | Ennmore    | 6° in GFF Elite     |
| Den Amstel           | Uitvlugt   | 5° in GFF Elite     |
| Fruta Conquerors     | Georgetown | 8° in GFF Elite     |
| Guyana Defence Force | Georgetown | Campione di Guyana  |
| Guyana Police Force  | Georgetown | 3° in GFF Elite     |
| Monedderlust         | Berbice    | Serie inferiori     |
| Santos               | Georgetown | 4° in GFF Elite     |
| Slingerz             | Leonora    | Serie inferiori     |
| Western Tigers       | Georgetown | 2° in GFF Elite     |

## Classifica
|                   | Pos. | Squadra              | Pt | G  | V  | N | P  | GF | GS | DR  |
| ----------------- | ---- | -------------------- | -- | -- | -- | - | -- | -- | -- | --- |
| Guyana (bandiera) | 1.   | Guyana Defence Force | 50 | 18 | 16 | 2 | 0  | 72 | 10 | +62 |
|                   | 2.   | Slingerz             | 46 | 18 | 14 | 4 | 0  | 76 | 10 | +66 |
|                   | 3.   | Guyana Police Force  | 40 | 18 | 13 | 1 | 4  | 51 | 22 | +29 |
|                   | 4.   | Western Tigers       | 28 | 18 | 9  | 1 | 8  | 58 | 36 | +22 |
|                   | 5.   | Santos               | 28 | 18 | 9  | 1 | 8  | 39 | 24 | +15 |
|                   | 6.   | Den Amstel           | 20 | 18 | 5  | 5 | 8  | 20 | 32 | -12 |
|                   | 7.   | Fruta Conquerors     | 16 | 18 | 5  | 1 | 12 | 20 | 43 | -23 |
|                   | 8.   | Monedderlust         | 16 | 18 | 4  | 4 | 10 | 18 | 60 | -42 |
|                   | 9.   | Ann's Grove          | 14 | 18 | 4  | 2 | 12 | 19 | 59 | -40 |
|                   | 10.  | Buxton United        | 1  | 18 | 0  | 1 | 17 | 9  | 86 | -77 |

Legenda:
      Campione della Guyana e ammessa alle competizioni CONCACAF.
 Ammessa allo Spareggio promozione-retrocessione.
 Retrocessione diretta.